# Office des Ténèbres

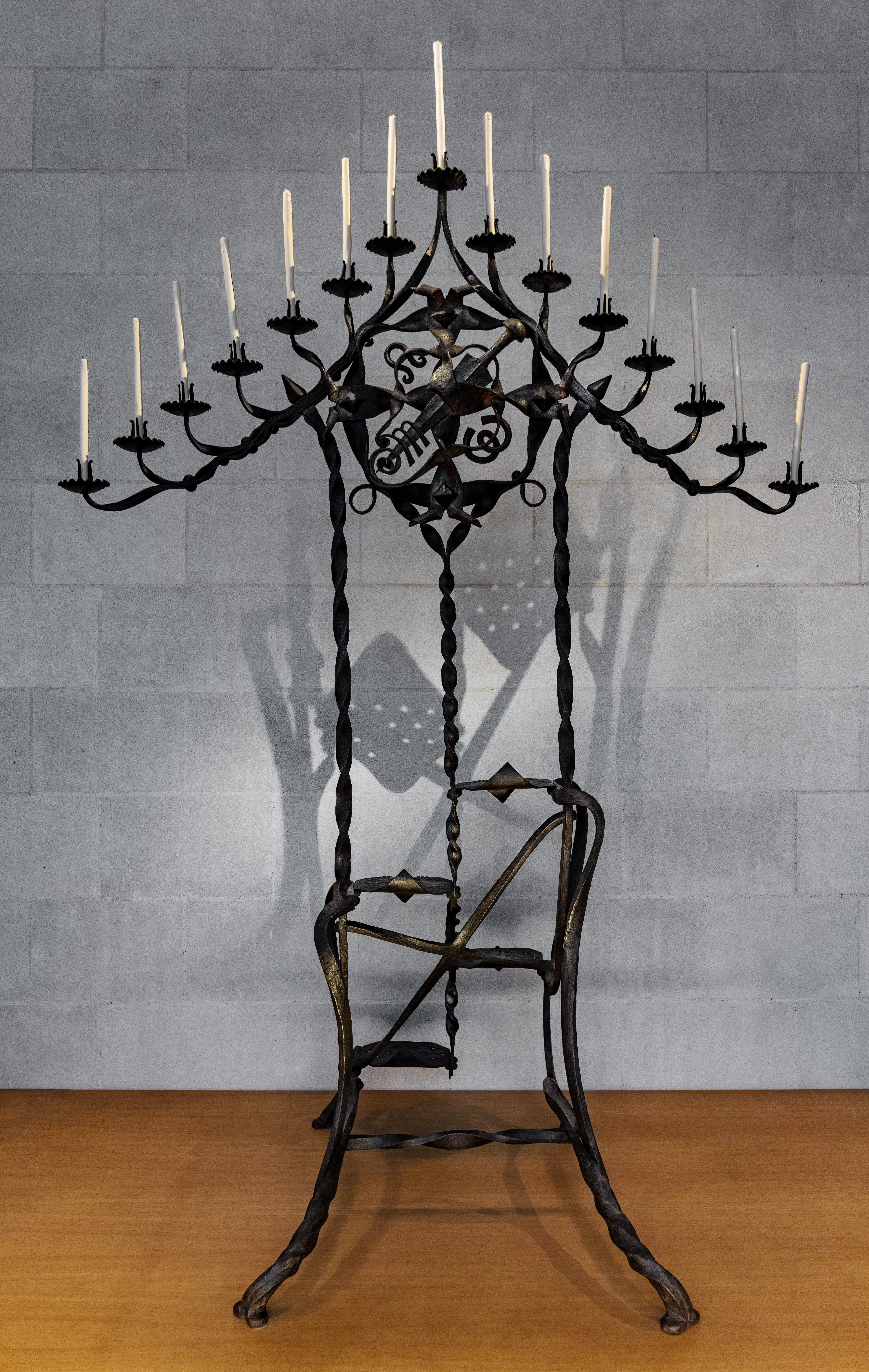
Chandelier triangulaire supportant quinze cierges, qui, pour l'office de Ténèbres, devaient être de cire jaune.

L'office des Ténèbres, ou Tenebrae en latin, est le nom donné dans le rite romain aux matines et aux laudes des trois derniers jours de la Semaine sainte : jeudi, vendredi, samedi. À l'origine, l'office devait « commencer de manière à finir après le coucher du soleil», d'où le nom de « Ténèbres ».

## Église catholique
L'office des Ténèbres est à l'origine une célébration des matines et des laudes pendant les trois derniers jours de la Semaine sainte (Jeudi saint, Vendredi saint et Samedi saint) lors de la soirée de la veille (Mercredi saint, Jeudi saint et Vendredi saint).
Depuis le concile Vatican II, les célébrations de l'office des Ténèbres peuvent avoir un contenu et une structure très différents de la messe tridentine, notamment à partir des Sept paroles de Jésus en croix ou de lectures de la Passion du Christ. Elles ne peuvent avoir lieu qu'un seul jour de la Semaine sainte, en particulier le mercredi. Des nos jours, en France, peu nombreuses sont les communautés ne pratiquant pas selon le rite tridentin mais qui mènent, cependant, l'office des ténèbres. Parmi celles-ci se trouvent les abbayes Sainte-Anne de Kergonan, Saint-Joseph de Clairval, Saint-Pierre de Solesmes et Saint-Wandrille de Fontenelle ainsi que la communauté Saint-Martin.

## Autres confessions
Les célébrations liturgiques des Ténèbres existent dans les rites liturgiques du luthéranisme, de l'anglicanisme et des Églises réformées.

## Office tridentin
Ces offices revêtaient un caractère de deuil, de tristesse et de douleur. Toutes les parties ordinaires des matines étaient omises (invitatoire, Gloria Patri à la fin des psaumes, hymne, capitule, bénédiction...).
Le choix des Psaumes mettait sous les yeux les douleurs de la Passion de Jésus-Christ, le Jeudi saint, au jardin des Oliviers; le Vendredi saint, devant les tribunaux et au Calvaire; le Samedi saint, au Sépulcre.
Les leçons du 1er nocturne étaient tirées des Lamentations de Jérémie où le prophète pleure la ruine et la destruction de Jérusalem et de son Temple.
Pendant le chant des psaumes et du cantique, les célébrants éteignent progressivement 14 des 15 cierges préalablement allumés et placés dans un chandelier triangulaire, appelé heurtoir, tenebrae hearse, ou plus simplement herse; ceux-ci représentant les onze apôtres restés fidèles ainsi que les Trois Marie. Après le chant du Benedictus, le célébrant prend le quinzième cierge représentant le Christ, qui était alors placé au sommet du chandelier, et le cache derrière l'autel jusqu'à la conclusion de l'office; à moins que l'autel ne soit pas dans l'abside mais versus populum (« face au peuple »), auquel cas on le cachait dans une lanterne de bois.
À la fin de cet office, le célébrant frappait sur son livre ou sur sa chaise pour donner à l'assemblée le signal de s'en aller. Ce bruit, appelé strepitum, était imité par tout le peuple qui agitait alors les chaises, en commémoration du tremblement de terre qui a accompagné l'obscurité de la crucifixion d'après l'Évangile selon Matthieu,.
Cet office durait entre une heure trente et deux heures quarante-cinq. Certaines paroisses choisissaient alors de ne chanter que le premier nocturne.

## L'office des Ténèbres et les musiciens
Plusieurs musiciens se sont inspirés de l'office liturgique des Ténèbres pour composer des œuvres originales.
Marc-Antoine Charpentier a écrit plus de cinquante pièces. Il a emprunté le texte au bréviaire en usage et au nouveau bréviaire mis en place par l'archevêque de Paris, François Harlay de Champvallon, en 1680. Les textes sont différents de celui du bréviaire de Pie X, dont l'emploi a été autorisé par Benoît XVI dans le Summorum Pontificum. Ces offices des Ténèbres portent souvent comme nom la veille du jour où ils étaient célébrés (office du Mercredi saint pour Jeudi saint, etc) car ils se déroulaient la veille au soir, et se terminaient après le coucher du soleil.
On possède également des Leçons de Ténèbres de Samuel Capricornus (1628-1665), de Michel Lambert, de Nicolas Bernier, de Jean Gilles, de Joseph Michel, de Alexandre de Villeneuve, de Jean-Baptiste Gouffet, de Michel-Richard de Lalande (1657-1726), de Michel Corette, de Joseph Meunier d'Haudimont, de Charles-Henri de Blainville (1711-1769) et de François Couperin qui a écrit trois Leçons de Ténèbres (1714). Jean-Jacques Rousseau a composé une Leçon de Ténèbres du Mercredi saint en 1772. 
Francis Poulenc a écrit en 1961 Sept répons des ténèbres pour soprano solo, chœur et orchestre.
Le groupe franco-autrichien Elend a également composé un cycle de trois albums sur l'office des Ténèbres : Leçons de Ténèbres (1994), Les Ténèbres du Dehors (1996), The Umbersun (1998).